# الاستناد على احتمالية الوقوع
الاستناد على احتمالية الوقوع هو عندما يُسلِّم المرء بحدوث أمر ما لا لشيء سوى أنه من المرجح (أو من المحتمل) أن يقع، وذلك يعد من المغالطات المنطقية. تفتقر تلك الحجج الاستقرائية إلى المصداقية التي تمتلكها الحجج الاستنتاجية، وعليه فيجب أن تكون أمرا مسلما به أو أن يتم رفضها من البداية.

## أمثلة
من أمثلة الاحتكام المغلوط إلى احتمالية الحدوث:
من المحتمل أن تطرأ مشكلة ما. (مقدمة)
إذن فسوف تحدث مشكلة ما. (استنتاج خاطئ)
إذا لم أحضر مظلتي معي (مقدمة)
فسوف تمطر.(استنتاج خاطئ)
ويعد قانون ميرفي في العادة محاولة متعمدة لاستدعاء تلك المغالطة على سبيل التندر والفكاهة.